# Garcinia monantha
Garcinia monantha là một loài thực vật có hoa thuộc họ Clusiaceae.
Loài này chỉ có ở Malaysia.